# Highland Park (stacja metra)
Highland Park to naziemna stacja złotej linii metra w Los Angeles znajdująca się  przy skrzyżowaniu North Avenue 57 (57-tej Alei) i Marmion Way w dzielnicy Highland Park od czego pochodzi nazwa stacji.
Wystrój stacji z kamiennym drzewem i metalowymi kolumnami nosi nazwę Stone Tree Inverted Post.
Highland Park pierwotnie miała nosić nazwę "Avenue 57" od pobliskiej alei, obecna została przyjęta wkrótce po otwarciu.

## Godziny kursowania
Tramwaje kursują w przybliżeniu pomiędzy 5:00 a 0:15 w nocy.

## Atrakcje turystyczne
- Abbey San Encino
- Arroyo Seco Regional Library
- Highland Park Recreation Center
- Highland Theater
- L.A. Police Historical Museum
- Occidental College (w sąsiedztwie Eagle Rock)

## Połączenia autobusowe
- Metro Local: 81, 83, 176, 256
- LADOT DASH: Highland Park/Eagle Rock
- Union Station: Los Angeles, Ca. Transportation Center